# Qabiao
I Qabiao (o Pubiao) sono un gruppo etnico del Vietnam, uno dei più piccoli tra quelli ufficialmente riconosciuti dal governo vietnamita. La popolazione è stata stimata in 307 persone in Vietnam e altri 300 circa in Cina, per una popolazione totale che supera di poco le 600 unità.
I Qabiao sono presenti essenzialmente nelle province di Ha Giang, ai confini tra il Vietnam e la provincia cinese di Yunnan, nei distretti di Yên Minh, Mèo Vac, Dông Van (villaggi di Phô Là e Sung Chang).
I Qabiao chiamano loro stessi Ka Beo o Qa Beo. Altri nomi alternativi sono: Pubiao, Ka Bao, Ka Biao, Laqua, Pupeo, Pu Péo, Pen Ti Lolo, Bendi Lolo.
La religione predominante è l'animismo.

## Lingua
I Qabiao parlano una propria lingua, la lingua qabiao, del ceppo Tai-Kadai.